# Risiocnemis kiautai
Risiocnemis kiautai – gatunek ważki z rodziny pióronogowatych (Platycnemididae). Endemit Filipin; stwierdzony tylko na wyspie Sibuyan.